# Mirfeld
Mirfeld ist ein Dorf in der Gemeinde Amel in der Deutschsprachigen Gemeinschaft Belgiens mit 305 Einwohnern (Januar 2013). Es liegt etwa eineinhalb Kilometer östlich des Ameler Kernorts, getrennt von diesem durch den Möderscheider Bach. 
Das erste Mal erwähnt wird Mirfeld im Jahre 1552. Das Dorf erhielt die erste Kapelle im Jahre 1712, diese wurde aber 1901 renoviert und 1934 durch eine neue ersetzt. Mirfeld wurde 1977 als Teil der damaligen Gemeinde Heppenbach in die Gemeinde Amel eingemeindet. 

Nordöstlich des Dorfes liegt der Mirfelderbusch, wo seit dem 16. Jahrhundert ein großer jährlicher Viehmarkt abgehalten wurde.

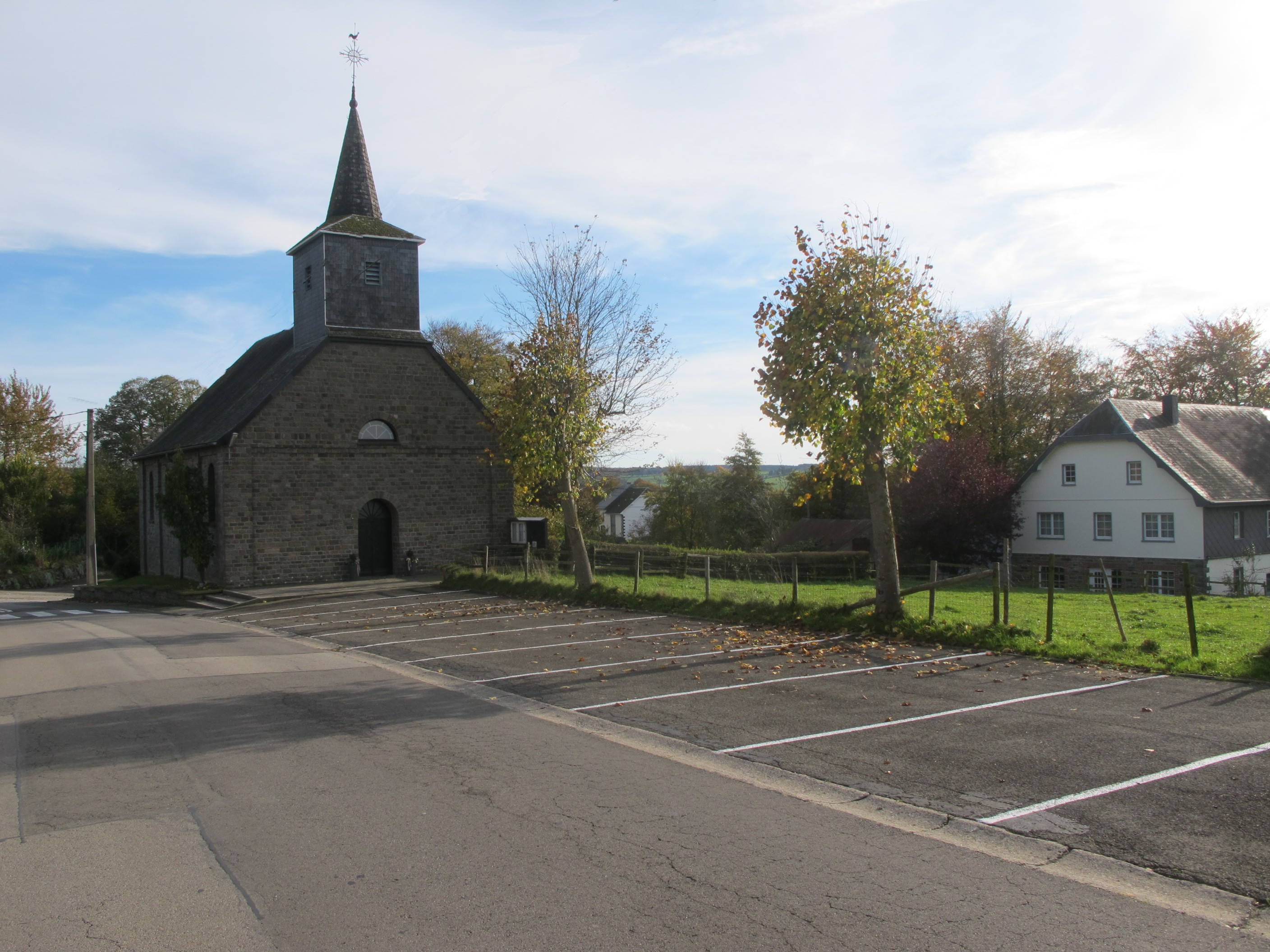
Quirinus-Kapelle
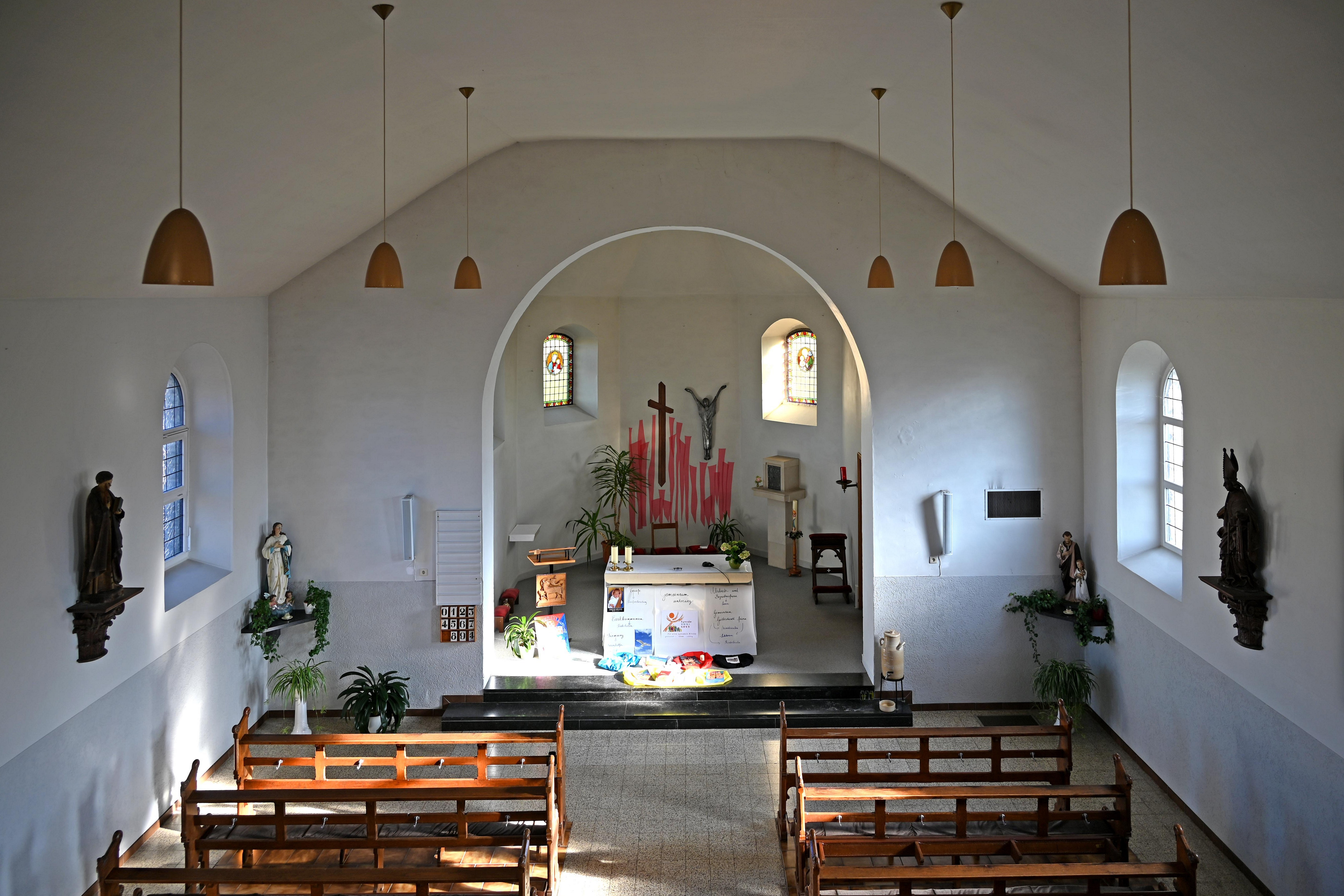
St. Quirinus, Innenraum
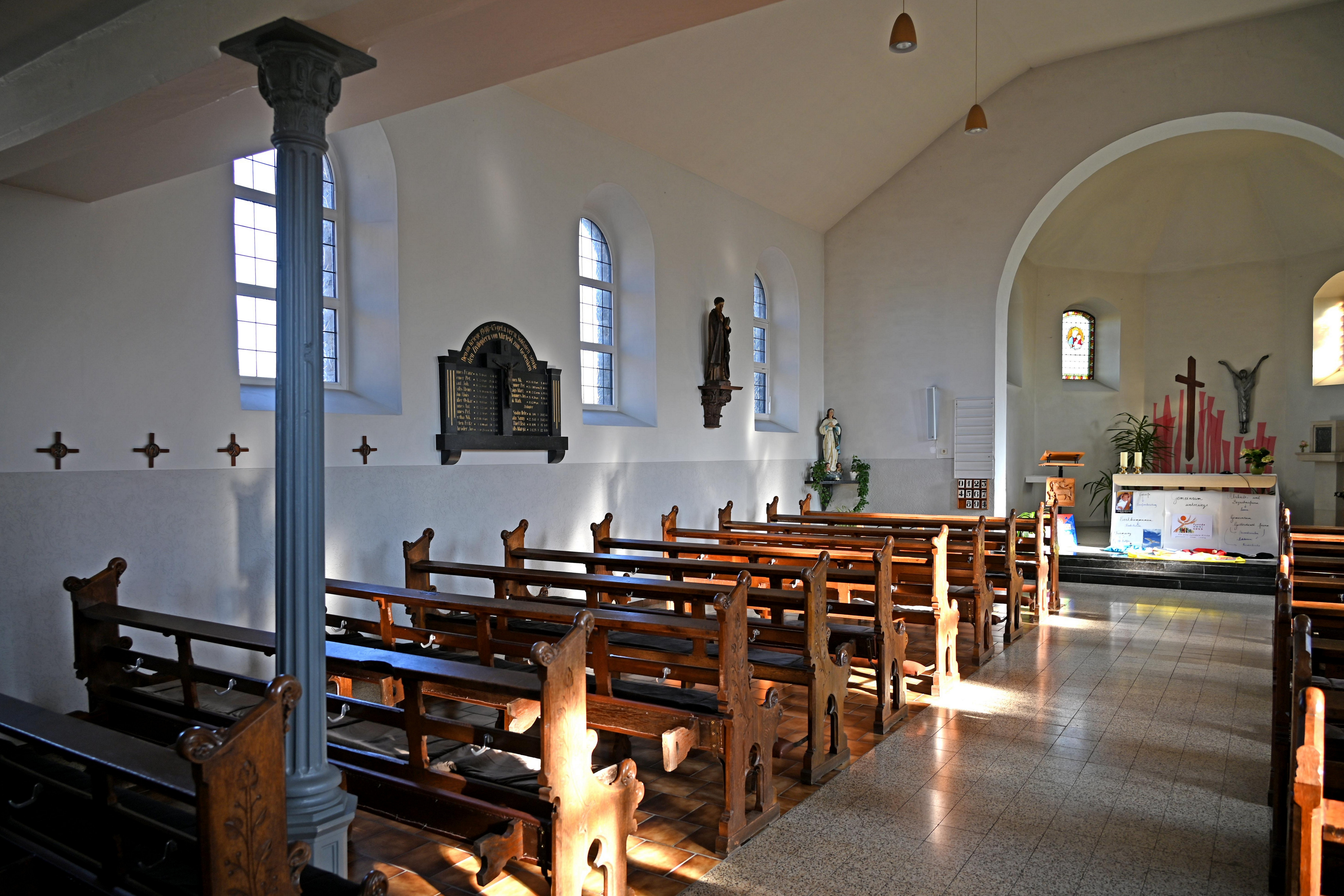
Linkes Kapellenschiff
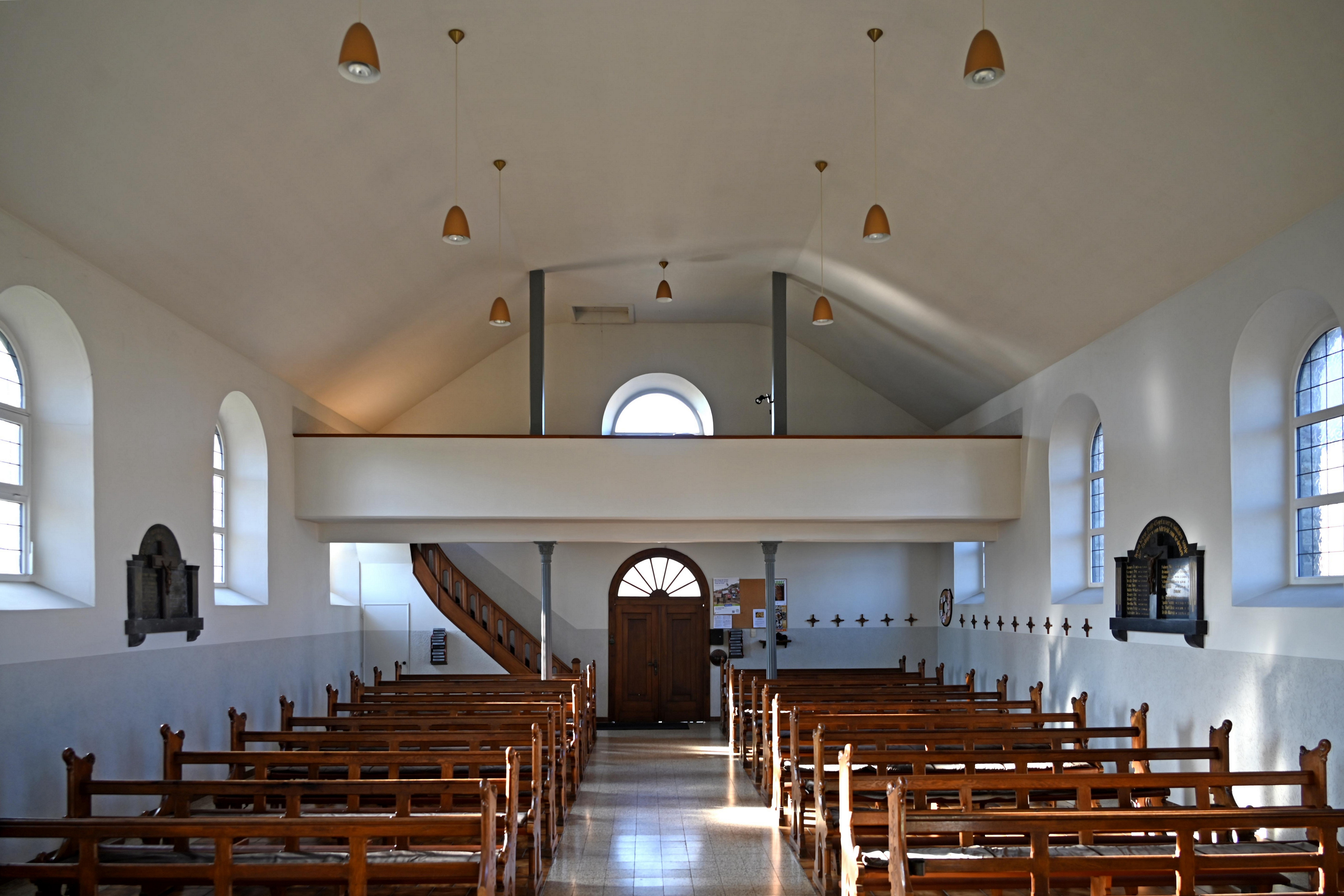
Blick zur Empore
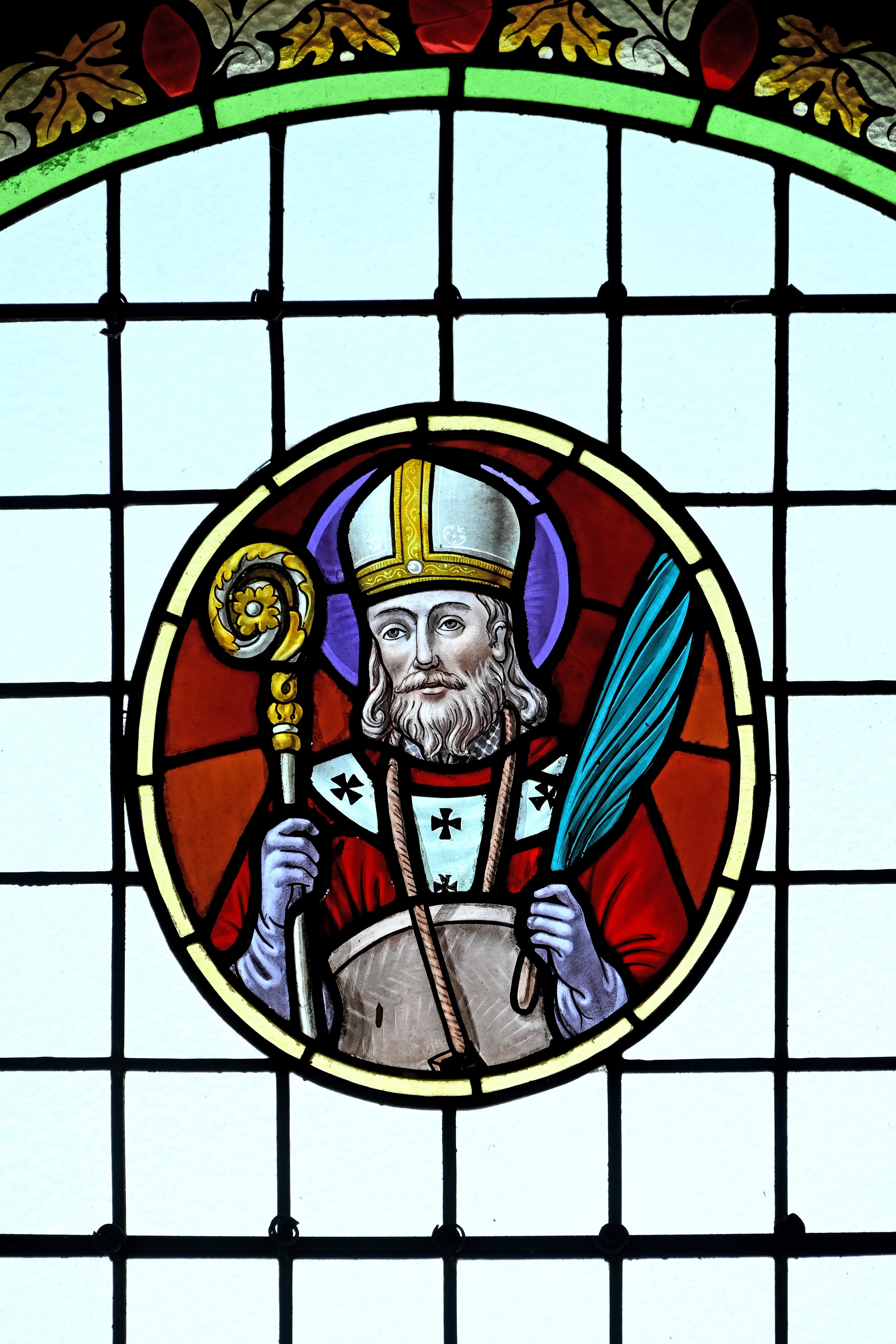
Chorfenster St. Quirinus
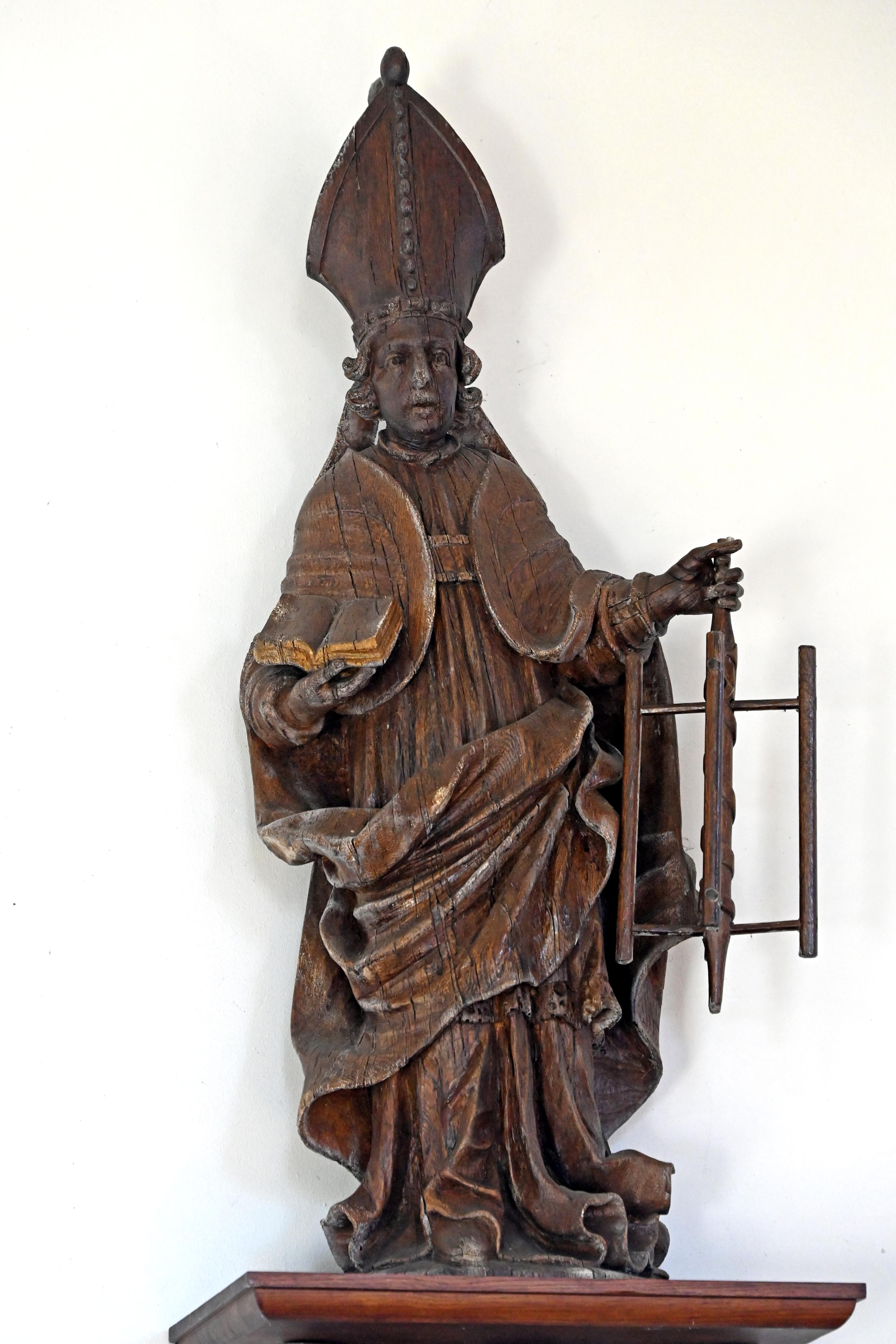
Statue St. Quirinus